# Lyoto Machida
Lyoto Carvalho Machida (ur. 30 maja 1978 w Salvadorze) – brazylijski zawodnik mieszanych sztuki kategorii półciężkiej. 
Jest synem Yoshizo Machidy, mistrza i instruktora karate shōtōkan. Posiada czarny pas w shotokan (3 dan) oraz czarny pas w brazylijskim jiu-jitsu. W młodości startował w zawodach sumo w wadze lekkiej. Były mistrz organizacji UFC w wadze półciężkiej (do 93 kg).

## Kariera MMA

### Wczesna kariera
Pierwszą walkę Lyoto Machida stoczył w 2003 roku w Tokio podczas gali  NJPW: Ultimate Crush zorganizowanej przez Antonio Inokiego. Przez kilka następnych lat był uważany za wschodzącą gwiazdę MMA. Pokonał w tym czasie m.in. przyszłego mistrza UFC w wadze średniej Richa Franklina, byłego mistrza UFC w wadze półśredniej B.J. Penna, finalistę programu UFC The Ultimate Fighter Stephana Bonnara oraz dwóch zawodników K-1: Michaela McDonalda i Sama Greco.

### UFC
Na początku 2007 roku Machida dołączył do organizacji UFC i w ciągu dwóch lat nie przegrał żadnej walki, pokonując sześciu zawodników: Sama Hogera, Davida Heatha, Kazuhiro Nakamurę, Rameau Thierry Sokoudjou, byłego mistrza UFC w wadze półciężkiej Tito Ortiza oraz niepokonanego wcześniej Thiago Silvę. Zaowocowało to w marcu 2009 ogłoszeniem przez władze UFC, że Machida zmierzy się z ówczesnym mistrzem wagi półciężkiej, Rashadem Evansem w walce o pas. Doszło do niej 23 maja podczas gali UFC 98. Machida wygrał przez nokaut w drugiej rundzie (lewy sierpowy).
25 października 2009 roku stoczył walkę w obronie tytułu z Maurício Ruą. Wygrał ją przez wysoce kontrowersyjną jednogłośną decyzję sędziów. Pod wpływem krytyki mediów i kibiców władze UFC postanowiły jak najszybciej zorganizować walkę rewanżową. Odbyła się ona 8 maja 2010 roku (UFC 113). Rua znokautował Machidę w pierwszej rundzie, odbierając mu pas.
Kolejnym przeciwnikiem Machidy został były mistrz UFC w wadze półciężkiej, Quinton Jackson. Walka odbyła się na gali UFC 123. W trakcie rundy pierwszej Machida trafił rywala kilka razy niskimi kopnięciami i uderzeniami z kontry, podczas gdy Amerykanin klinczował i starał się zadawać ciosy w korpus. Druga runda była wyrównana, choć to Jackson był aktywniejszy i zaliczył jedno obalenie. W rundzie trzeciej Machida zadał mocny cios lewą, który na moment zamroczył przeciwnika, a następnie wyprowadził serię uderzeń pięściami i kopnięć, a także obalił i dosiadł Jacksona. Mimo to sędziowie niejednogłośnie przyznali zwycięstwo Amerykaninowi (29–28, 29–28, 28–29). Decyzja ta była wysoce kontrowersyjna i zdziwiła nawet samego Jacksona. W wywiadzie po walce zgodził się on na powtórzenie walki, ponieważ miał poczucie przegranej. „Nie chcę tego, ale natychmiastowy rewanż byłby uczciwą decyzją” – powiedział. Jednakże prezydent UFC, Dana White uznał wynik pojedynku za prawidłowy i odmówił zorganizowania walki rewanżowej.
30 kwietnia 2011 roku w Toronto, podczas gali UFC 129 Machida znokautował byłego mistrza UFC w wadze półciężkiej i ciężkiej Randy’ego Couture’a kopnięciem frontalnym z wyskoku (kanku dai). Komentatorzy, dziennikarze oraz sam Machida podkreślili podobieństwo tego kopnięcia do techniki rodem z filmu Karate Kid. Było ono tak mocne, że wybiło Couture’owi przedni ząb. Co więcej, wskutek porażki blisko 48-letni Amerykanin ogłosił zakończenie sportowej kariery. 12 listopada stoczył przegrany pojedynek o pas mistrzowski w wadze półciężkiej z Jonem Jonsem na gali UFC 140. 4 sierpnia 2012 roku na gali UFC on Fox 4 znokautował Amerykanina Ryana Badera w 2. rundzie i zapewnił sobie ponownie pojedynek o pas mistrzowski, który się nie odbył. Pod koniec sierpnia 2012 roku Dan Henderson, który miał walczyć z mistrzem wagi półciężkiej na gali UFC 151, został kontuzjowany, następny w kolejce Machida zrezygnował z walki twierdząc że ma za mało czasu na przygotowanie się. W ostateczności gale odwołano, a Dan Henderson i Lyoto Machida zawalczyli na gali UFC 157 o prawo do pojedynku o pas mistrza wagi półciężkiej. Lyoto wygrał przez niejednogłośną decyzję, nie kryjąc że czuje się zaskoczony, że była niejednogłośna. Z powodu tego, iż Alexander Gustafsson otrzymał możliwość stoczenia walki o pas, plany zestawienia Machidy z posiadaczem pasa mistrzowskiego Jonsem zeszły na dalszy plan, a Machida ostatecznie stoczył pojedynek z Philem Davisem 3 sierpnia. Machida kontrowersyjnie przegrał na punkty z Amerykaninem. Po tej przegranej postanowił zejść kategorię niżej czyli do średniej (-84 kg). Pierwszy pojedynek w nowej wadze stoczył 26 października w Manchesterze przeciw byłemu klubowemu koledze Markowi Muñozowi. Machida (jako zastępca za kontuzjowanego Michaela Bispinga) znokautował rywala wysokim kopnięciem w głowę w 1. rundzie.
5 lipca 2014 stoczył pojedynek o pas mistrzowski w wadze średniej z Chrisem Weidmanem. Po 5. rundowym pojedynku sędziowie jednogłośnie wskazali zwycięstwo obrońcy tytułu Weidmanowi.

## Styl walki i reakcje
Charakterystyczny styl walki Machidy czyni go dobrze rozpoznawalnym. Używa on długich postaw rodem z Karate Shotokan (m.in. migi zenkutsu-dachi), klasycznej gardy (kamae), a także wielu typowych dla karate kopnięć i podcięć. Jest raczej „uderzaczem” niż „parterowcem”, ale czasami obala przeciwników przy pomocy rzutów sumo, a w parterze używa BJJ. Jego główne atuty to refleks, szybkość i precyzja ciosów. Zawodnik ten doskonale czuje dystans i umie zadawać uderzenia, unikając jednocześnie ataków oponenta.
Walka Lyoto Machidy z Tito Ortizem podczas gali UFC 84 wzbudziła ożywioną dyskusję wśród fachowców. Rami Genauer z portalu FightMetric.com (serwis zajmujący się analizą walk MMA) powiedział: „Jeśli widziałeś walkę to zauważyłeś bardzo rzadką sytuację, w której jeden zawodnik nie zdobywa żadnego punktu w całej rundzie. W pierwszej rundzie Tito Ortiz zadał 18 ciosów i próbował dwóch obaleń, ale ani jeden cios czy obalenie nie doszło do celu. W rzeczywistości Ortizowi zajęło 8 minut aby wykonać jakąś ofensywną akcję, którą odczuł przeciwnik. FightMetric nagradza punktami za efektywne oparte na jakości techniki, które docierają do celu. W pierwszej rundzie Machida wypunktował Ortiza 41-0. W drugiej było 62-2 dla Machidy.”
Tryumfator pierwszej edycji UFC Royce Gracie powiedział o jego walce z Ortizem, że „to była szkoła strategii”. Pięciokrotny mistrz UFC Randy Couture stwierdził, że Machida „ma bardzo interesujący, unikatowy styl walki (...) oglądanie jego walk jest intrygujące dla mnie jak dla fana i adepta tego sportu”.
Portal FightMetric odnotował w 2009 roku, że Machida absorbuje w walkach mniej ciosów niż jakikolwiek inny zawodnik UFC. Mniej ciosów od niego absorbował ówcześnie tylko mistrz kilku innych organizacji w wadze ciężkiej, Fiodor Jemieljanienko.
W sierpniu 2008 roku Machida zajmował 3. miejsce w światowym rankingu wagi półciężkiej fachowego portalu sherdog.com, w lipcu 2009 miejsce 1., w lipcu 2010 miejsce 2., a w lipcu 2011 miejsce 5.
Został zawieszony w kwietniu 2016 roku za zażywanie niedozwolonych substancji na okres 18-stu miesięcy.

## Klub
Machida należy do klubu Black House (Casa Preta), gdzie ćwiczył obok takich zawodników jak Anderson Silva (były mistrz UFC w wadze średniej), Vitor Belfort (były mistrz UFC w wadze półciężkiej) oraz Antonio Rodrigo Nogueira (były mistrz PRIDE FC i UFC w wadze ciężkiej). W przeszłości trenował również w rodzinnej akademii sztuk walki APAM w Belém, a także w American Kickboxing Academy.

## Lista walk w MMA
| Wynik     | Bilans | Przeciwnik               | Rozstrzygnięcie                                    | Runda | Czas | Rozgrywki                             | Data       | Miejsce        | Uwagi                                                                     |
| --------- | ------ | ------------------------ | -------------------------------------------------- | ----- | ---- | ------------------------------------- | ---------- | -------------- | ------------------------------------------------------------------------- |
| Przegrana | 26-12  | Fabian Edwards           | TKO (lewy hak)                                     | 1     | 3:18 | Bellator 281: MVP vs. Storley         | 13.05.2022 | Londyn         | Powrót do wagi średniej. Co-Main Event                                    |
| Przegrana | 26-11  | Ryan Bader               | Decyzja (jednogłośna)                              | 3     | 5:00 | Bellator 256: Bader vs. Machida 2     | 09.04.2021 | Uncasville     | Ćwierćfinał Grand Prix w wadze półciężkiej                                |
| Przegrana | 26-10  | Phil Davis               | Decyzja (niejednogłośna)                           | 3     | 5:00 | Bellator 245                          | 11.09.2020 | Uncasville     | Pojedynek w kategorii półciężkiej                                         |
| Przegrana | 26-9   | Gegard Mousasi           | Decyzja (niejednogłośna)                           | 3     | 5:00 | Bellator 228                          | 28.09.2019 | Inglewood      |                                                                           |
| Wygrana   | 26-8   | Chael Sonnen             | TKO (latające kolano i ciosy pięściami w parterze) | 2     | 0:22 | Bellator 222                          | 14.06.2019 | Nowy Jork      | Pojedynek w kategorii półciężkiej                                         |
| Wygrana   | 25-8   | Rafael Carvalho          | Decyzja (niejednogłośna)                           | 3     | 5:00 | Bellator 213                          | 15.12.2018 | Honolulu       | Debiut w Bellator MMA. Co-Main Event                                      |
| Wygrana   | 24-8   | Vitor Belfort            | KO (kopnięcie frontalne)                           | 2     | 1:00 | UFC 224                               | 12.05.2018 | Rio de Janeiro | Bonus za występ wieczoru                                                  |
| Wygrana   | 23-8   | Eryk Anders              | Decyzja (niejednogłośna)                           | 3     | 5:00 | UFC Fight Night: Machida vs. Anders   | 3.02.2018  | Belém          | Main Event                                                                |
| Przegrana | 22-8   | Derek Brunson            | TKO (ciosy łokciem)                                | 1     | 2:30 | UFC Fight Night: Brunson vs. Machida  | 28.10.2017 | São Paulo      | Main Event                                                                |
| Przegrana | 22-7   | Yoel Romero              | KO (ciosy łokciem)                                 | 3     | 1:38 | UFC Fight Night: Machida vs. Romero   | 27.06.2015 | Hollywood      |                                                                           |
| Przegrana | 22-6   | Luke Rockhold            | Poddanie (duszenie zza pleców)                     | 2     | 2:31 | UFC on Fox: Machida vs. Rockhold      | 18.04.2015 | Newark         |                                                                           |
| Wygrana   | 22-5   | C.B. Dollaway            | TKO (kopnięcie w korpus i ciosy pięściami)         | 1     | 1:02 | UFC Fight Night: Machida vs. Dollaway | 20.12.2014 | Barueri        | Bonus za występ wieczoru                                                  |
| Przegrana | 21-5   | Chris Weidman            | Decyzja (jednogłośna)                              | 5     | 5:00 | UFC 175                               | 05.07.2014 | Las Vegas      | Pojedynek o pas mistrzowski UFC w wadze średniej. Bonus za walkę wieczoru |
| Wygrana   | 21-4   | Gegard Mousasi           | Decyzja (jednogłośna)                              | 5     | 5:00 | UFC Fight Night: Machida vs. Mousasi  | 15.02.2014 | Jaraguá do Sul | Bonus za walkę wieczoru                                                   |
| Wygrana   | 20-4   | Mark Muñoz               | KO (wysokie kopnięcie w głowę)                     | 1     | 3:10 | UFC Fight Night: Machida vs. Muñoz    | 26.10.2013 | Manchester     | Zejście do wagi średniej. Bonus za nokaut wieczoru                        |
| Przegrana | 19-4   | Phil Davis               | Decyzja (niejednogłośna)                           | 3     | 5:00 | UFC 163                               | 03.08.2013 | Rio de Janeiro |                                                                           |
| Wygrana   | 19-3   | Dan Henderson            | Decyzja (niejednogłośna)                           | 3     | 5:00 | UFC 157                               | 23.02.2013 | Anaheim        |                                                                           |
| Wygrana   | 18-3   | Ryan Bader               | KO (cios pięścią)                                  | 2     | 1:32 | UFC on Fox: Shogun vs. Vera           | 04.08.2012 | Los Angeles    |                                                                           |
| Przegrana | 17-3   | Jon Jones                | Techniczne poddanie (duszenie gilotynowe)          | 2     | 4:26 | UFC 140                               | 12.10.2011 | Toronto        | Pojedynek o pas mistrzowski UFC w wadze półciężkiej, walka wieczoru       |
| Wygrana   | 17-2   | Randy Couture            | KO (kopnięcie frontalne)                           | 2     | 1:05 | UFC 129                               | 30.04.2011 | Toronto        | Bonus za nokaut wieczoru. Nokaut roku (2011)                              |
| Przegrana | 16-2   | Quinton Jackson          | Decyzja (niejednogłośna)                           | 3     | 5:00 | UFC 123                               | 20.11.2010 | Auburn Hills   |                                                                           |
| Przegrana | 16-1   | Maurício Rua             | KO (ciosy pięściami)                               | 1     | 3:35 | UFC 113                               | 08.05.2010 | Montreal       | Stracił pas mistrzowski UFC w wadze półciężkiej                           |
| Wygrana   | 16-0   | Maurício Rua             | Decyzja (jednogłośna)                              | 5     | 5:00 | UFC 104                               | 23.10.2009 | Los Angeles    | Obronił mistrzostwo UFC w wadze półciężkiej                               |
| Wygrana   | 15-0   | Rashad Evans             | KO (ciosy pięściami)                               | 2     | 3:57 | UFC 98                                | 23.05.2009 | Las Vegas      | Zdobył pas mistrzowski UFC w wadze półciężkiej. Bonus za nokaut wieczoru  |
| Wygrana   | 14-0   | Thiago Silva             | KO (cios pięścią)                                  | 1     | 4:59 | UFC 94                                | 31.01.2009 | Las Vegas      | Bonus za nokaut wieczoru                                                  |
| Wygrana   | 13-0   | Tito Ortiz               | Decyzja (jednogłośna)                              | 3     | 5:00 | UFC 84                                | 24.05.2008 | Las Vegas      |                                                                           |
| Wygrana   | 12-0   | Rameau Thierry Sokoudjou | Poddanie (duszenie boczne)                         | 2     | 4:20 | UFC 79                                | 29.12.2007 | Las Vegas      |                                                                           |
| Wygrana   | 11-0   | Kazuhiro Nakamura        | Decyzja (jednogłośna)                              | 3     | 5:00 | UFC 76                                | 22.09.2007 | Anaheim        |                                                                           |
| Wygrana   | 10-0   | David Heath              | Decyzja (jednogłośna)                              | 3     | 5:00 | UFC 70                                | 21.04.2007 | Manchester     |                                                                           |
| Wygrana   | 9-0    | Sam Hoger                | Decyzja (jednogłośna)                              | 3     | 5:00 | UFC 67                                | 3.02.2007  | Las Vegas      | Debiut w UFC                                                              |
| Wygrana   | 8-0    | Vernon White             | Decyzja (jednogłośna)                              | 3     | 5:00 | WFA: King of Streets                  | 22.07.2006 | Los Angeles    | Zejście do kategorii półciężkiej                                          |
| Wygrana   | 7-0    | Dimiti Wanderley         | TKO                                                | 3     | 3:24 | Jungle Fight 6                        | 29.04.2006 | Rio de Janeiro |                                                                           |
| Wygrana   | 6-0    | B.J. Penn                | Decyzja (jednogłośna)                              | 3     | 5:00 | K-1 Hero’s 1                          | 26.03.2005 | Saitama        | Walka w wadze open                                                        |
| Wygrana   | 5-0    | Sam Greco                | Decyzja (jednogłośna)                              | 3     | 5:00 | K-1 MMA ROMANEX                       | 22.05.2004 | Saitama        |                                                                           |
| Wygrana   | 4-0    | Michael McDonald         | Poddanie (duszenie przedramieniem)                 | 1     | 2:30 | K-1 Beast 2004 in Niigata             | 14.03.2004 | Saitama        |                                                                           |
| Wygrana   | 3-0    | Rich Franklin            | TKO (kopnięcie w głowę i uderzenia pięściami)      | 2     | 1:03 | Inoki Bom-Ba-Ye 2003-Inoki Festival   | 31.12.2003 | Kobe           |                                                                           |
| Wygrana   | 2-0    | Stephan Bonnar           | TKO (rozcięcie)                                    | 1     | 4:21 | Jungle Fight 1                        | 13.09.2003 | Manaus         |                                                                           |
| Wygrana   | 1-0    | Kengo Watanabe           | Decyzja (jednogłośna)                              | 3     | 5:00 | NJPW: Ultimate Crush                  | 02.05.2003 | Tokio          | Debiut w MMA                                                              |